# Rassolnik
Le rassolnik (en russe : рассольник) est une soupe chaude salée à base de cornichons accompagnés d'orge perlé, de blé, de pommes de terre, de rognons et de viande de veau, de bœuf, de porc ou abats de volaille.
La partie essentielle du rassolnik est le rassol, un liquide à base de jus de concombres marinés.
Le plat est connu dès le XVe siècle sous le nom de kalia (en russe : калья).